# Варґе-Даре
Варґе-Даре (перс. ورگه دره) — село в Ірані, у дегестані Хараджґіль, у бахші Асалем, шагрестані Талеш остану Ґілян. За даними перепису 2006 року, його населення становило 13 осіб, що проживали у складі 5 сімей.

## Клімат
Середня річна температура становить 10,06 °C, середня максимальна – 24,73 °C, а середня мінімальна – -5,60 °C. Середня річна кількість опадів – 416 мм.
| Клімат поселення                              | Клімат поселення | Клімат поселення | Клімат поселення | Клімат поселення | Клімат поселення | Клімат поселення | Клімат поселення | Клімат поселення | Клімат поселення | Клімат поселення | Клімат поселення | Клімат поселення | Клімат поселення |
| Показник                                      | Січ.             | Лют.             | Бер.             | Квіт.            | Трав.            | Черв.            | Лип.             | Серп.            | Вер.             | Жовт.            | Лист.            | Груд.            |                  |
| Середній максимум, °C                         | 5,78             | 5,74             | 7,68             | 13,52            | 18,99            | 23,13            | 24,73            | 24,44            | 20,40            | 17,52            | 10,42            | 6,62             |                  |
| Середня температура, °C                       | 0,11             | 0,08             | 2,02             | 7,86             | 13,30            | 17,48            | 20,70            | 20,40            | 16,37            | 13,49            | 6,37             | 2,58             |                  |
| Середній мінімум, °C                          | −5,56            | −5,6             | −3,64            | 2,19             | 7,65             | 11,82            | 16,68            | 16,36            | 12,33            | 9,45             | 2,34             | −1,45            |                  |
| Норма опадів, мм                              | 32               | 33               | 50               | 54               | 46               | 21               | 13               | 14               | 30               | 48               | 36               | 39               |                  |
| Середньомісячна швидкість вітру, м/с          | 2.10             | 2.51             | 2.55             | 2.68             | 2.20             | 2.04             | 2.33             | 2.18             | 1.84             | 2.02             | 2.13             | 2.14             |                  |
| Середньомісячна сонячна радіація, кДж/м²·день | 7374             | 9807             | 12089            | 16124            | 19868            | 22669            | 23467            | 19996            | 16806            | 11829            | 8868             | 7000             |                  |
| --------------------------------------------- | ---------------- | ---------------- | ---------------- | ---------------- | ---------------- | ---------------- | ---------------- | ---------------- | ---------------- | ---------------- | ---------------- | ---------------- | ---------------- |
| Джерело:                                      |                  |                  |                  |                  |                  |                  |                  |                  |                  |                  |                  |                  |                  |